# 크리스 사비노
크리스토퍼 메이슨 사비노(Christopher Mason Savino, 1971년 10월 2일~)는 미국의 작가, 만화작가, 전 애니메이터이다. 《링컨의 집에서 살아남기》의 기획자로서 유명하다. 그 밖에 《더 렌 앤 스팀피 쇼》, 《덱스터의 실험실》, 《파워퍼프걸》, 《스턴트 악동 킥 버토우스키》, 《마이 리틀 포니: 우정은 마법》, 《미키 마우스》에 참여하였다.

## 생애
미시간주 로열오크 출신. 이곳에서 돈데로 고등학교를 졸업. 무려 10형제자매의 9번째 자식으로서 자매는 다섯, 형제는 넷이었다. 《마이티 마우스: 더 뉴 어드벤처스》에서 대단히 큰 영향을 받았다고 하는데 당대의 애니메이션에 있어 큰 차별점을 보였기 때문이라 한다.
91년 애니메이션 업계에 들어가 Spümcø, 조 머레이 스튜디오, 니켈로디언 애니메이션 스튜디오, 하나바베라, 카툰 네트워크 스튜디오, 디즈니 텔레비전 애니메이션에서 두루 일했다. 《덱스터의 실험실》의 마지막 2기 및 《파워퍼프 걸》, 《내 짝꿍은 원숭이》에서는 쇼러너를 맡아보기도 했다. 또한 《빌리와 맨디의 무시무시한 모험》, 《스턴트 악동 킥 버토우스키》, 《미키 마우스》에서도 작가를 담담했었다. 오이디푸스 콤플렉스를 가진 에디라는 6살배기 고양이의 삶을 그린 《에디 푸스의 복잡스런 모험》(The Complex Adventures of Eddie Puss)이라는 코믹 스트립을 출판하기도 했다. 2014년 6월 니켈로디언에서 그의 단편작품이던 《링컨의 집에서 살아남기》의 장편제작을 허가하여 2016년 5월 2일 초연되었다.
2019년 11월 1일 동화책 《콜: 어 커셔너리 크리스마스 테일》(Coal: A Cautionary Christmas Tale)을 아마존 퍼블리싱에서 출판. 동년 12월 그래픽노블 《빅풋 앤 그레이》(Bigfoot & Gray)의 첫 파트를 담당, 출판. 2020년 3월 3일 녹픽션북 《4막만에 만화를 그려내는 법(또는 어떻게 내가 걱정을 그만두고 중간지점을 사랑하게 되었는가)》(Writing Cartoons in 4 Acts (Or How I Learned to Stop Worrying and Love the Midpoint))를 출판. 2020년 1월 선데이 스트립 《포 브라더스》(For Brothers)를 출판.

## 성희롱 혐의
2017년 10월 17일 카툰 브루의 보도에 따르면 니켈로디언이 사비노를 성희롱에 대한 다수의 혐의로 정직 처분을 내렸다. 루머에 의하면 사비노는 부적절한 행위를 "최소 10년간"은 보였다고 한다.
수십명의 여성들이 사비노를 성희롱, 성접대, 자신과의 관계에 합의치 않은 여성에 대한 해고 협박 등을 당했다 주장하였다. 10월 19월 니켈로디언의 대변인은 사비노와의 계약을 해소하고 《링컨의 집에서 살아남기》를 그 없이 계속 이어나갈 것을 발표하였다. 10월 23일 사비노는 성희롱 혐의를 받고서는 처음으로 이에 응답하기를 자신의 행동에 "대단히 죄송"하다고 하였다.
2018년 5월 30일 더 애니메이션 길드, I.A.T.S.E. 로컬 839에서 1년간의 정직 처분을 내렸다. 애니메이션 길드와 양형을 조건으로 사비노는 길드의 명에 따라 $4,000를 기부하고 40시간의 커뮤니티 봉사, 카운슬링 받기, 성희롱 트레이닝 증명서 발급을 행하였다.
2019년 9월 인터뷰에서 다시금 자신의 행동을 반성하였다. 2019년 10월에는 자신이 거듭난 기독교도임을 밝혔다.

## 참여 작품
- 더 렌 & 스팀피 쇼—레이아웃 아티스트 (1991)
- 우당탕탕 로코와 친구들—캐릭터 디자이너, 프롭 디자이너 (1993)
- 헤이! 아놀드—스토리보드 감독 (1994)
- 덱스터의 실험실—스토리보드 아티스트, 감독, 슈퍼바이징 감독, 각본가, 프로듀서 (1996-2003)
- 파워퍼프걸—스토리보드 아티스트, 프로듀서, 각본가, 감독 (1998-2005)
- 빌리와 맨디의 무시무시한 모험—스토리보드 아티스트 (2002)
- 사무라이 잭—감독 (2002-2003)
- 마이 라이프 애즈 어 틴에이지 로봇—감독 (2005-2007)
- 상상 속 친구들의 모험—감독, 애니메이션 감독 (2004-2007)
- 쟈니 테스트—프로듀서, 감독 (2005-2006)
- 마이 리틀 포니: 우정은 마법—각본가 (2010-2011)
- 스턴트 악동 킥 버토우스키—실행 제작자, 감독 (2010-2012)
- 미키 마우스—각본가, 감독 (2013)
- 링컨의 집에서 살아남기—창작자, 스토리, 각본, 스토리보드 아티스트, 제작책임자, 감독 (2013, 2016–2018)